# Joseph Louis Enderlin
Joseph-Louis Enderlin, nacido el 25 de junio de 1851 en Aesch (Basilea-Campiña), y fallecido el 29 de mayo de 1940 en Bourg-la-Reine (Isla de Francia), fue un escultor francés.

## Vida y obras
Hijo de padres franceses, nació en el extranjero, conservando la nacionalidad francesa.
Estudió en la École nationale supérieure des beaux-arts de París, donde fue alumno de François Jouffroy y Alexandre Falguière.

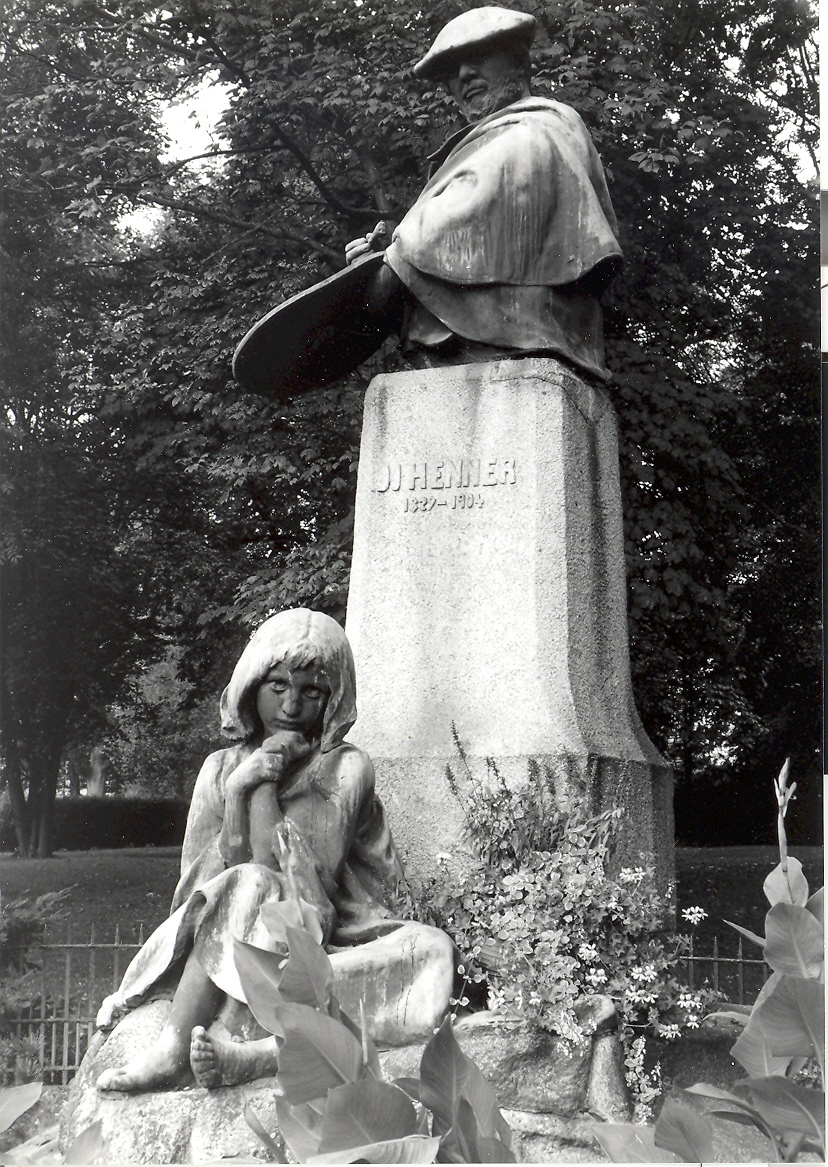
El monumento de Henner.
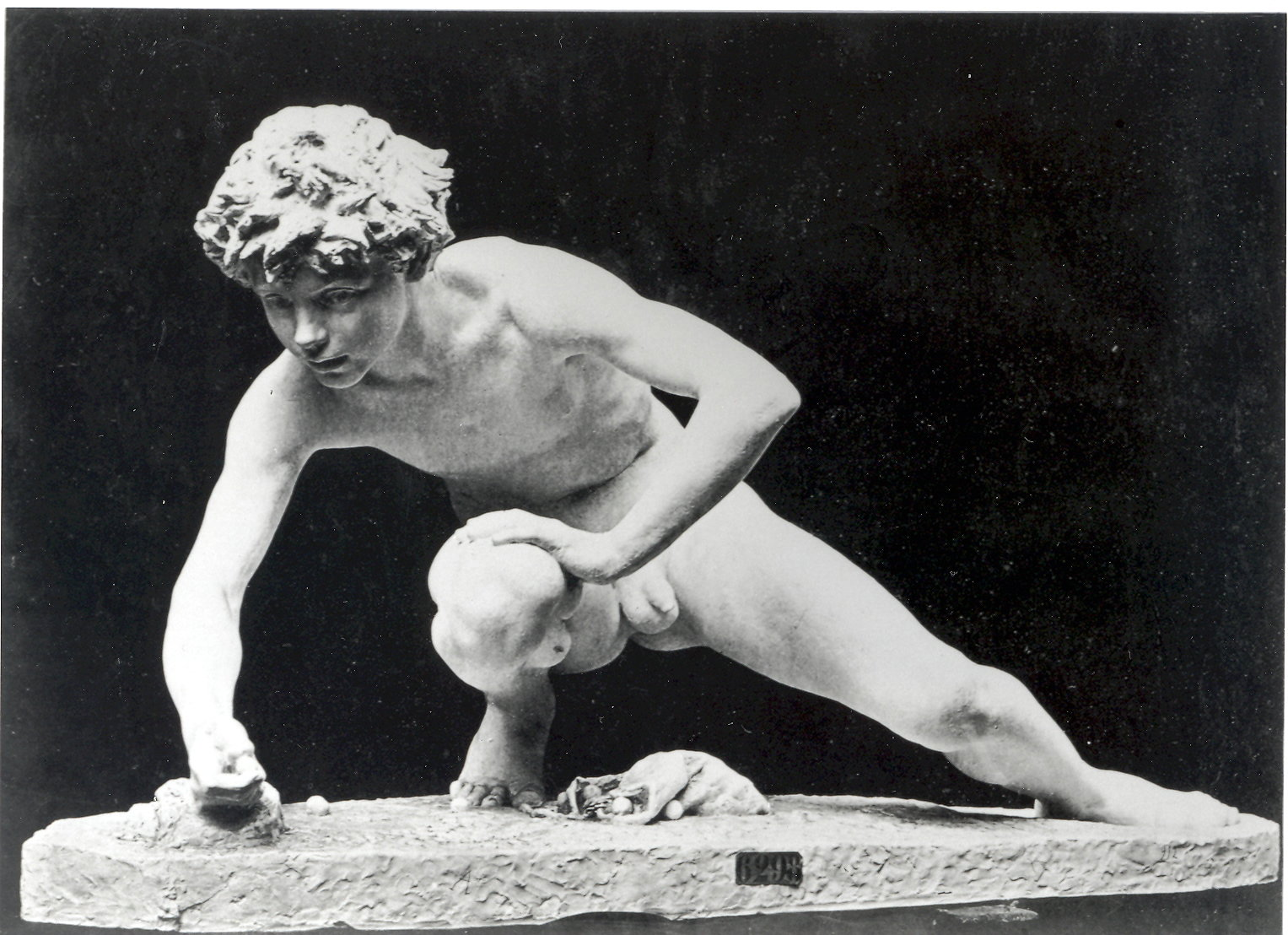
El juego de canicas
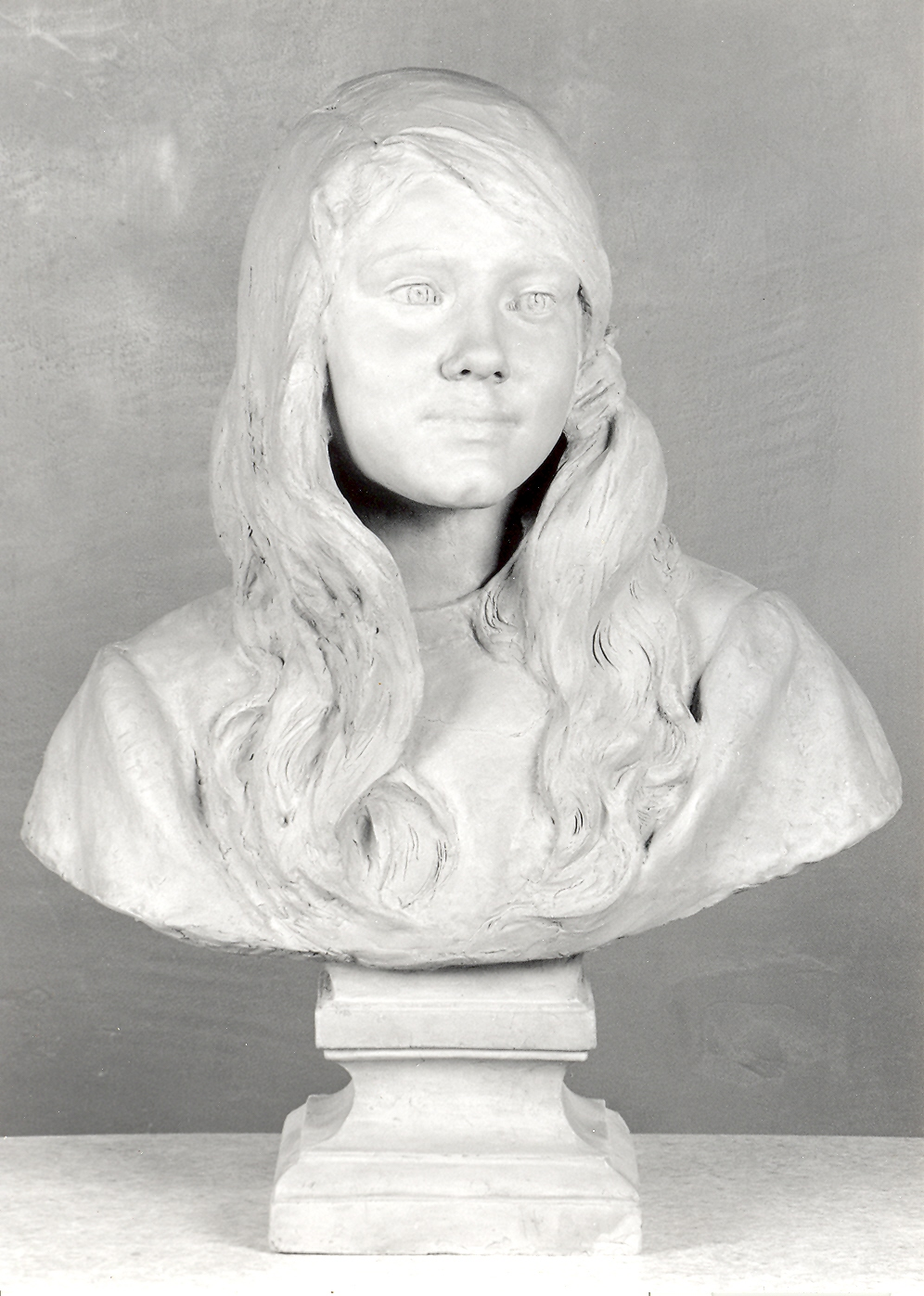
El busto de Jeanne.